# 리처드 도킨스
클린턴 리처드 도킨스(영어: Clinton Richard Dawkins, 1941년 3월 26일~ )는 영국의 동물행동학자, 진화생물학자 및 대중과학 저술가이다. 그는 1995년부터 2009년까지 옥스퍼드 대학교에서 "대중의 과학이해를 위한 찰스 시모니 석좌교수"직과 옥스퍼드 대학교 뉴 칼리지의 교수직을 맡았으며 2009년에 정년 퇴임하였다.
그는 역시 많은 저명한 언론매체의 편집장으로 일했으며 엔카르타 백과사전과 진화백과사전의 편집위원으로 활동했다. 그는 또 무신론적 박애주의자들이 발간하는 잡지의 수석편집위원으로 칼럼을 쓰고 있으며 과학적 회의론 잡지의 창립멤버로 편집이사회의 멤버이기도 하다. 그는 영국왕실이 수여하는 패러데이 상의 심사위원, 영국TV 아카데미상 심사위원을 맡고 있으며 영국과학발전협회의 생물학 부문 수장이기도 하다.
도킨스는 진화에 대한 유전자 중심적 관점을 대중화하고 밈이라는 용어를 도입한 1976년 저서 《이기적 유전자》로 널리 알려졌다. 또한, 1982년 그는 표현형의 효과가 유기체 자신의 신체만이 아니라 다른 유기체들의 신체를 포함한 넓은 환경으로 전달된다는 것을 보여준 저서 《확장된 표현형》으로 진화생물학계에서 폭넓은 인용을 받았다.
도킨스는 무신론자이며, 철저한 인본주의자, 회의주의자, 과학적 합리주의자 및 브라이트 운동 지지자이다. 그는 미디어에서 여러 차례 "다윈의 로트바일러"로 불렸는데, 이는 영국의 생물학자 토머스 헉슬리가 자연 선택을 지지하면서 "다윈의 불독"으로 불린 것에서 유추되었다. 2006년에 발표한 그의 책 《만들어진 신》에서 도킨스는 초자연적 창조자가 거의 확실히 존재하지 않으며 종교적 신앙은 굳어진 착각에 불과하다고 주장했다. 2007년 11월 현재 《만들어진 신》의 영어판은 150만 권 이상 판매되어 그의 책들 중 1위를 기록했으며, 31개의 언어로 번역되었다.
도킨스는 생물학뿐만 아니라 여러 분야의 대중과학서를 집필했고, 텔레비전이나 라디오 프로그램에 출연해 다양한 주제들을 다루기도 했다.
2004년 옥스퍼드의 베일리얼 칼리지(Balliol College)는 그의 이름을 딴 도킨스 상을 만들어 인간에 의해 멸종위기에 빠진 동물의 행동양식과 복지에 기여하는 논문을 발표한 사람에게 수상하고 있다.

## 삶
리처드 도킨스는 1941년 3월 26일 케냐 나이로비에서 태어났다. 그의 아버지 클린턴 존 도킨스는 2차대전중 연합군으로 영국에서 케냐로 이주하였으며 도킨스가 8세가 되던 1949년에 영국으로 돌아왔다. 부모 모두 과학에 매우 흥미를 가지고 있었고 어린 도킨스의 질문들에 과학적 언어로서 답을 해 주었다고 한다.
도킨스는 그의 어린시절을 전형적인 평범한 영국 소년이었다고 말하고 있지만 대략 9세 되던 무렵 신의 존재에 대해 의구심을 가지기 시작했다고 밝혔다. 하지만 얼마 후에 그는 자연에 있는 방향성, 규칙성, 목적성, 질서와 이런 것들의 조합등을 인식하고 다시 신의 존재를 믿도록 되었다고 한다. 그러나 그는 다시 영국성공회의 관습들이 매우 불합리하다는 것을 깨닫기 시작했고 신보다는 윤리에 더 관심을 기울였다. 그리고 후에 그가 생물의 진화과정을 더 많이 이해하게 되었을 때 그의 종교적인 관점은 다시 변화하게 되었다. 그는 초자연적인 신의 존재 없이도 진화론의 자연선택이 생명의 복잡성을 잘 설명할 수 있다고 느꼈다.
도킨스는 1954년부터 1959년까지 온들 스쿨(Oundle School)을 다녔다. 그리고 옥스퍼드 대학교의 베일리얼 칼리지에서 동물학을 수학했는데 노벨 생리학·의학상 수상자인 동물행태학자 니콜라스 틴버겐(Nikolaas Tinbergen)교수의 가르침을 받았으며 1962년에 옥스퍼드를 졸업했다. 그 후 틴버겐의 지도하에 옥스퍼드에서 석사, 박사학위를 1966년에 받게 된다. 틴버겐은 동물행태연구의 개척자였는데 특히 본능의 문제들, 학습과 선택에 있어 선구자이다. 이 시기에 도킨스의 연구는 동물결정모델에 관한 것이었다.
1967년부터 1969년까지 도킨스는 미국의 캘리포니아 대학교 버클리 동물학 조교수로 재직한다. 이 시기 UC 버클리에서는 당시의 베트남전에 대한 반전 운동이 거세었는데 도킨스도 행동가로서 베트남 반전 운동에 깊이 개입했다. 그는 1970년에 다시 옥스퍼드로 동물학을 강의하러 돌아 왔으며 현재까지 옥스퍼드 교수로 재직중이다. 1995년에 석좌교수에 임명되었는데 이 자리는 찰스 시모니(Charles Simonyi)가 과학을 대중에게 이해시키는 중요한 역할을 기대하며 기부함으로써 이루어지게 되었다.
1976년 그의 저명한 저서 《이기적 유전자》를 시작으로 도킨스는 생명과학을 일반대중에 쉽게 설명하는 데 관심을 가지기 시작했다.
1967년, 도킨스는 동료 학자 매리언 스탬프와 결혼했고 1984년에 이혼했다. 그 해 도킨스는 Eve Barham과 재혼했으며 사이에 딸 Juliet Emma Dawkins를 두었으나 역시 이혼했다. Barham은 1999년 암으로 사망했다. 1992년에 그는 여배우 랠라 워드(Lalla Ward)와 결혼했다. 도킨스와 워드는 그들의 공통 친구인 더글러스 애덤스를 통해 알게 되었다. 워드는 도킨스 책 중 절반 이상의 삽화를 그렸으며 두 책의 오디오버전(《조상 이야기》와 《만들어진 신》)의 나레이터를 맡았다.
2009년, 그는 옥스포드대학교에서 정년퇴임하였다.

## 업적

### 진화생물학
도킨스는 유전자를 진화에 있어 자연선택의 기본 단위라는 개념으로서 대중화시킨 것으로 유명하다. 그의 이러한 관점은 두 저서에서 잘 드러나는데, 《이기적 유전자》(1976)에서 그는 "모든 생명은 자기 복제자의 차등화된 생존 방식에 의해 진화한다"고 표현했으며, 《확장된 표현형》(1982)에서는 자연선택을 복제자들이 더 많이 전파되고자 하며 일어나는 절차로 묘사하였다. 또한 이 책에서 그는 1977년의 아이디어를 발전시켜 유전자의 표현형 효과가 반드시 유기체의 몸에만 한정되는 것이 아니라 그 환경, 더 나아가 다른 유기체의 몸에도 영향을 끼친다는 발상을 소개한다.
그는 진화에서 적응과 무관한 절차가 발생한다는 가설(굴드와 르원틴의 관점)과 유전자 수준을 넘어 발생하는 자연선택이 있다는 발상에 대해 회의적이다. 특히 그는 이타주의를 이해할 기반으로서 집단 선택을 제시하는 가설에 대해서도 회의적이다. 유전자보다 더 높은 수준에서 선택이 일어난다는 가설의 지지자들(르원틴 등)은 이타주의를 비롯한 많은 현상들이 유전자 기반의 선택만으로는 만족스럽게 설명 불가능하다고 반박했다. 《이기적 유전자》의 출판 과정에서 도킨스와 충돌한 철학자 메리 미즐리(Mary Midgley)는 유전자 선택, 밈학, 사회생물학을 환원주의적이라며 비판하기도 했다.
이후 진화의 해석을 두고 도킨스의 지지자들, 소위 도킨스파와 스티븐 제이 굴드로 대표되는 반대파 간에 일련의 논쟁이 이어졌다. 특히 사회생물학과 진화정신의학의 정당성에 관해 대체로 도킨스가 옹호하고 굴드가 공격한 데서 의견차가 두드러졌는데, 이러한 도킨스의 입장은 스티븐 로즈 등이 1984년 출판한 《Not in Our Gene》을 신랄히 비판한 그의 서평에서 잘 드러난다. 도킨스를 지지한 유명 학자는 스티븐 핑커, 대니얼 데닛 등이었는데 특히 데닛은 진화론에서의 유전자 중심의 사고와 생물학적 환원주의를 옹호했다. 학계에서의 대립에도 불구하고 도킨스와 굴드의 개인적 관계는 적대적이지 않았으며, 도킨스는 2003년 출판한 《악마의 사도》를 그 전년도에 사망한 굴드에게 헌정했다.

### 밈(meme)
저서 《이기적 유전자》에서 도킨스는 다윈주의 원리가 유전자의 영역 너머로 확장될 수 있을 가능성을 제시하며 유전자(gene)의 행동적 등가물인 밈(meme)의 개념을 창안해 내었다. 이는 본래 그의 "복제자" 논증의 연장선에서 나온 용어이나, 이후 대니얼 데닛과 수전 블랙모어 등 다른 저자에 의해 보충됨으로써 빛을 보았다. 이후 이는 밈 개념을 전문적으로 연구하는 밈학(memetics)의 등장으로 이어졌으나 도킨스 자신은 이에 대해 거리를 두었다.
도킨스의 밈이란 어떤 아이디어(들)의 복제자로 간주될 수 있는 모든 문화적 실체를 가리킨다. 그는 문화적 실체도 인간들 사이의 의사소통과 접촉을 통해 복제됨으로써 그 정보와 행동의 복제자로 (완벽하지는 않지만) 효율적으로 진화한다고 말한다. 밈은 항상 완벽하게 복사되는 것이 아니기 때문에 다른 아이디어와 함께 개량, 결합, 수정될 수 있다. 그 결과 새로운 밈이 생겨나고 그것은 또 이전 밈보다 더 혹은 덜 효율적인 복제자가 될 수 있는데, 이는 유전자에 기반한 생물학적 진화론처럼 밈에 기반한 문화적 진화론을 전개할 틀을 제공한다.

## 견해

### 창조과학에 대한 비판
도킨스는 만물은 신이 창조했다는 종교적 믿음인 창조과학에 단호한 비판적 자세를 가지고 있다. 그는 창조과학을 불합리하고 지성을 축소시키는 잘못된 것이라고 비판한다. 그의 1986년에 나온 책 《눈 먼 시계공》(The Blind Watchmaker)에서 창조론자의 중요한 논점인 설계론에 대해 지속적인 비판을 가하고 있다. 이 책에서 도킨스는 18세기 영국신학자 윌리엄 패일리(William Paley)의 저서 "자연신학"에서 주장되어 유명해진 시계공비유에 대해 반박했다. 패일리는 그의 저서에서 "시계는 너무 복잡하고 기능적이어서 단순히 우연의 산물로 출현할 수가 없다"고 주장했다. 그러므로 "시계보다 훨씬 더 복잡한 모든 살아있는 생물들도 당연히 누군가에 의해 미리 설계되었다"라고 확언했다. 하지만 도킨스에 따르면 진화론의 자연선택도 생물계의 규칙성과 복잡성, 그리고 기능성을 설명하는 데 충분하다고 주장한다. 그리고 이것은 자연에 있어서 지성을 가지지 않고 맹목적으로 작동하는 자동 시계제작자와 같은 역할을 할 수 있다고 말한다.
1986년에 도킨스는 옥스퍼드 헉슬리기념토론회에 참석했을 때 젊은 지구 창조론자인 A. E. 윌더-스미스(A. E. Wilder-Smith), 성경적창조론회 수장인 에드거 앤드루스(Edgar Andrews) 등과 논쟁을 하기도 했다. 그러나 일반적인 경우 "만약 그가 그런 토론에 참여한다면 그것은 창조과학자들이 노리는 기독교인들로부터의 명성을 가져다 줄 것"이라며 만류한 그의 동료 학자 스티븐 제이 굴드(Stephen Jay Gould)의 충고를 따라 이후 창조과학자들과 공식적인 토론에 참여하는 것을 거절하고 있다. 도킨스는 토론을 제의하는 창조과학자들이 그런 논쟁에서 완패당하든 아니든 관심이 없다고 말한다. 스티븐 제이 굴드에 따르면 그들에게 진짜 중요한 것은 공식적인 자리에서 진화학자와 논쟁을 벌임으로써 얻어지는 명성이었던 것이다.
2004년 12월 미국 언론인 빌 모이어스(Bill Moyers)와 인터뷰할 때 도킨스는 이렇게 말했다. "진화는 우리가 아는 다른 어느 과학만큼이나 확실하다." 모이어스가 그에게 "이론"이란 단어의 사용에 대해 질문했을 때, 도킨스는 다음과 같이 설명했다. "진화는 이제까지 관측되어 왔다. 단지 그것이 일어나는 순간을 관측하지 못하고 있을 뿐이다." 그리고 그는 다음과 같이 부연했다. "그것은 살인범이 살인을 저지르고 나서 경찰이 그 범인을 잡는 것과 비슷하다. 실제 형사는 당연히 살인이 일어나는 순간을 보지 못했다. 그러나 형사는 많은 실마리와 엄청난 양의 상황증거로 사건을 해결할 수 있다.…진화는 진정한 과학자에게 마치 영어단어게임에서 하나 하나 스펠링을 불러주는 것만큼이나 마찬가지로 명확하다."
도킨스는 아이들의 과학교육에 지적설계를 포함시키는 것을 강력하게 반대했다. 왜냐하면 그것은 결코 과학적이지 않으며 단지 종교적 이론이기 때문이다. 그는 "과학에 있어서 진실"이란 영국단체를 강하게 비판해 왔는데 그 이유는 이 단체가 공립학교에서 창조론을 가르치도록 홍보하고 있기 때문이다. 도킨스는 이러한 단체에 대항하기 위해 "이성과 과학을 위한 리처드 도킨스 재단"을 통해 책, DVD, 팸플릿을 제작해서 학교에 전달하고 있다고 한다. 그리고 그는 이러한 상황을 "교육 스캔들"이라고도 표현했다.

## 비판
유전자 결정론을 비판한 책인 《우리 유전자 안에 없다》의 저자 런던 대학교 교수 스티븐 로즈(Steven Rose)는 도킨스를 초다윈주의자(Ultradarwinist)로 명명하면서, 유기체가 아닌 유전자 수준에서 여러 가지 자연 선택과정이 일어날 수 없다고 주장하였다. 또한, 도킨스의 유전자론은 유기체의 독자성을 무시하고, 유기체를 유전자를 전달하는 단순한 매개체로 격하시켜 진화의 과정을 제대로 설명할 수 없다고 비판하였다.
여기에 대해 도킨스는 로즈가 비판하는 유전자 결정론이란 사회생물학자들 사이에 실제로 존재하지 않는 가공의 이념임을 지적하고, 로즈의 주장은 정치적 목적이 담겨있다고 답했다.

## 저서
| 책이름                                                               | 출시일               | 페이지 | 판형        | 출판사     | 국제 표준 도서 번호    | 비고     |
| -------------------------------------------------------------------- | -------------------- | ------ | ----------- | ---------- | ---------------------- | -------- |
| 이기적 유전자 The Selfish Gene                                       | 1976년 1989년 2006년 | 432쪽  | A5          | 을유문화사 | ISBN 89-324-6080-9     | 한국어판 |
| 확장된 표현형 The Extended Phenotype                                 | 1982년               | 556쪽  | A5          | 을유문화사 | ISBN 89-324-6124-4     | 한국어판 |
| 눈먼 시계공 The Blind Watchmaker                                     | 1986년 1991년 2006년 | 458쪽  | A5          | 민음사     | ISBN 89-374-2162-3     | 한국어판 |
| 에덴 밖의 강 River out of Eden                                       | 1995년               | 220쪽  | A5          | 동아출판사 | ISBN 89-00-04146-0     | 한국어판 |
| 불가능한 산 오르기 Climbing Mount Improbable                         | 1996년               | -      | -           | -          |                        |          |
| 무지개를 풀며 Unweaving the Rainbow                                  | 1998년               | 488쪽  | A5          | 바다출판사 | ISBN 978-89-5561-424-4 | 한국어판 |
| 악마의 사도 A Devil's Chaplain                                       | 2003년               | 487쪽  | A5          | 바다출판사 | ISBN 89-5561-279-6     | 한국어판 |
| 조상 이야기 The Ancestor's Tale A Pilgrimage to the Dawn of Life     | 2004년               | 694쪽  | A5          | 까치       | ISBN 89-7291-392-8     | 한국어판 |
| 만들어진 신 The God Delusion                                         | 2006년               | 604쪽  | A5          | 김영사     | ISBN 978-89-349-2618-4 | 한국어판 |
| 지상 최대의 쇼 The Greatest Show on Earth The Evidence for Evolution | 2009년               | 624쪽  | A4          | 김영사     | ISBN 978-89-349-3646-6 | 한국어판 |
| 리처드 도킨스 자서전 1 - 어느 과학자의 탄생                          | 2016년               | 396쪽  | 규격외 변형 | 김영사     | ISBN 978-89-349-7659-2 | 한국어판 |
| 리처드 도킨스 자서전 2 - 나의 과학 인생                              | 2016년               | 616쪽  | 규격외 변형 | 김영사     | ISBN 978-89-349-7660-8 | 한국어판 |

· '에덴 밖의 강'은 사이언스북스에서 '에덴의 강'으로 제목을 바꾸어 재판했다.

### 연설과 강의
도킨스는 또한 수많은 연설과 강의를 했는데 그중엔 헨리 시즈위크(Henry Sidgwick) 기념연설 (1989), 첫 번째 에라스무스 다윈(first Erasmus Darwin) 기념강의 (1990), 마이클 패러데이(Michael Faraday) 강의 (1991), T.H. 헉슬리 기념 강연(T.H. Huxley Memorial Lecture) (1992), 어빈 기념 강의(Irvine Memorial Lecture)(1997), 쉘든 도일강의(Sheldon Doyle Lecture) (1999), 틴베르헨 강연 (2004), 그리고 태너 강의(Tanner Lectures)(2003)등이 대표적이다. 1991년에 그는 어린이를 위한 왕실학교 크리스마스 특강을 했고 이것은 2007년에 "이 우주에서 성장한다는 것은"이란 DVD 타이틀로 나왔다.

## 수상
- 1987년 로열 문학 소사이어티 상
- 1987년 BBC에서 방송된 다큐멘터리 '눈먼 시계공'으로 올해 최고의 텔레비전 과학 다큐멘터리 프로그램의 과학기술상을 수상하였다.
- 1989년 동물학 소사이어티 은메달
- 1990년 마이클 패러데이 상
- 1990년 핀레이 혁신상
- 1994년 나카야마 상
- 1996년 미국 인도주의자협회, 올해의 인도주의자 상
- 1997년 국제코스모스상
- 2001년 키슬러 상
- 2001년 이탈리아 공화국 대통령상
- 2002년 글래스고 왕립 철학회의 캘빈 200주년 상
- 2004년 《프로스펙트》 지 독자 선정 영국의 대중 지성 100인에 압도적 표차로 선정되었다.
- 2005년 과학적 지식의 간결하고 접근성있는 소개로 알프레드 톱퍼 재단의 셰익스피어 상을 수상했다.
- 2006년 루이스 토마스 과학 저술상
- 2007년 갤럭시 브리티쉬 북, 올해의 작가상
- 2007년 《타임》 지 선정 세계에서 가장 영향력 있는 100인
- 2007년 Deschner 상
- 2009년 니에런버그 공익 과학상

## 학력
- 영국 옥스퍼드 대학교 생물학과 졸업
- 영국 옥스퍼드 대학교 대학원 동물학과 졸업 (이학석사, 이학박사)

## 명예 박사 학위
- 영국 허더스필드 대학교 명예 이학박사
- 영국 웨스트민스터 대학교 명예 이학박사
- 영국 더햄 대학교 명예 이학박사
- 영국 헐 대학교 명예 이학박사
- 벨기에 앤트워프 대학교 명예 이학박사
- 영국 애버딘 대학교 명예 철학박사
- 영국 오픈 대학교 명예 철학박사
- 벨기에 브뤼셀 브리헤 대학교 명예 철학박사
- 스페인 발렌시아 대학교 명예 교육학 박사
- 영국 성 앤드류스 대학교 명예 교육학 박사
- 오스트레일리아 국립대학교 명예 교육학 박사